# تراجع تعدد الآلهة اليوناني الروماني
كان الدين في العالم اليوناني الروماني في وقت التحول في القسطنطينية يتألف في الغالب من ثلاثة تيارات رئيسية:
- الديانات التقليدية في اليونان القديمة وروما القديمة.
- عبادة الأباطرة الرومانيون الرسميون.
- العديد من الديانات الغامضة، مثل أسرار ديونيزيان، وأسرار اليوسيس، وأسرار طوائف كوبيلي، والميثرائية، والتوفيق الديني للإلهة إيزيس.

نمت المسيحية المبكرة تدريجيًا في روما والإمبراطورية الرومانية من القرن الأول إلى القرن الرابع. في عام 313 أصبحت مقبولة قانونيًا، وفي عام 380 أصبحت كنيسة الدولة للإمبراطورية الرومانية بموجب مرسوم سالونيك. ومع ذلك، نجت تقاليد تعدد آلهة العصر الهلنستي في أراضي اليونان طوال العصور القديمة المتأخرة إلى أن تضاءلت تدريجيًا بعد انتصار المسيحية.

## قبل مرسوم ميلانو
كان الرومان يميلون نحو التوفيق بين الأديان، ورؤية نفس الآلهة بأسماء مختلفة في أماكن مختلفة من الإمبراطورية، واستيعاب الأوروبيين الآخرين مثل الهيلينيون، والجرمان، والكلتيون، والساميون ومجموعات أخرى في الشرق الأوسط. تحت السلطة الرومانية، تُبنيت الأساطير الوطنية المختلفة الأكثر تشابهًا مع روما عن طريق التناظر في مجمل الأساطير الرومانية، ما رسخ السيطرة الإمبراطورية. ونتيجة لذلك، كان الرومان متسامحين بشكل عام ومستوعبين للمعبودات الجديدة والتجارب الدينية للشعوب الأخرى التي شكلت جزءًا من إمبراطورتيهم الأوسع.

### ظهور الفلسفة الباطنية
أدت النظرات الفلسفية للأجزاء الهيلينية من الإمبراطورية الرومانية إلى نهضة الفكر الديني العقلي في بداية القرن الثاني. تُنسب كتابات السوديبِجرافا إلى هرمس الهرامسة، وبدأت مناقشة الفلسفة الباطنية، والسحر، والخيمياء، في الانتشار من مصر الرومانية في جميع أنحاء الإمبراطورية. رغم صعوبة تأريخها بدقة، من المحتمل أن تكون هذه النصوص قد نُقحت بين القرنين الأول والثالث. على الرغم من أن متون هرمس هذه كُتبت بشكل عام بهدف لاهوتي وهو التحسين الروحي، إلا أن كل نص كان له أصل مجهول وانتقائي، وعشوائي، بدلًا من أن يكون جزءًا من حركة منظمة.
ظهر شكل أكثر تنظيمًا من الهينوثية الغَيرِيَّة الحلولية بالتوازي مع الهرمسية. في القرن الأول قبل الميلاد، حاول صديق شيشرون، نيجيديوس فيجولوس، إحياء المذاهب الفيثاغورية، وهو جهد كان ناجحًا بشكل خاص تحت إشراف بليناس الحكيم من تيانا في القرن الأول. في غضون قرن من الزمان، نُسبت قوى خارقة للطبيعة إلى بليناس، وكانت القصص المروية عن حياته شبيهة بقصص يسوع. بُني مكان اجتماع رئيسي واحد على الأقل لأتباع هذه النظرية الجديدة الفيثاغورية في روما نفسها، بالقرب من بورتا ماجوري، بتصميم مشابه للكنائس المسيحية اللاحقة، على الرغم من أنها تحت باطن الأرض.
في القرن الثاني، سعى نومانويس من أفاميا إلى دمج عناصر إضافية من الأفلاطونية إلى الفيثاغورية الجديدة، وهو الاتجاه الذي استمر فيه أفْلُوطين، وشكل الأفلاطونية المحدثة، دين ألوهيّ مُوحد. بدأ في تبني الأفلاطونية المحدثة علماء بارزين مثل اللاهوتي المسيحي أوريجانوس والمعادي للمسيحية فَرفوريوس الصُّوري. خلال حكم غالينوس، حمت العائلة الإمبراطورية أفْلُوطين، وشجعت أنشطته الفلسفية. طُورت الأفلاطونية المحدثة من قبل يامبليخوس، الذي اعتقد أن التوسلات المادية ستكون قادرة على إنتاج علم الخلاصيات، وبالتالي إضافة الطقوس الدينية إلى الفلسفة. حاول الإمبراطور يوليان توحيد الدين الروماني التقليدي عن طريق مزجه مع نمط يامبليخوس من الأفلاطونية المحدثة. عاش المفكر المسيحي المؤثر أوغسطينوس من هيبو خلال هذه الفترة، وتظهر كتاباته اللاحقة تأثيرًا أفلاطونيًا محدثًا كبيرًا.